# Walckenaeria inflexa
Walckenaeria inflexa este o specie de păianjeni din genul Walckenaeria, familia Linyphiidae. A fost descrisă pentru prima dată de Westring, 1861.
Este endemică în Sweden. Conform Catalogue of Life specia Walckenaeria inflexa nu are subspecii cunoscute.